# برینگ (دهانه)
برینگ یک دهانه برخوردی در ماه‌ است.